# Sami Hafez Enan
Sami Hafez Enan of Anan (Arabisch: سامى حافظ عنان) (Caïro, 2 februari 1948) is een Egyptisch militair en staatsman. Hij was van februari 2011 tot augustus 2012 de Chef van de generale staf van het Egyptische leger. Enan, een luitenant-generaal, was lid van de Opperste Raad van de Strijdkrachten. Dit orgaan nam van 11 februari 2011 tot aan de presidentsverkiezingen in juni 2012 het bewind waar over Egypte.
Sami Hafez Enan volgde militaire opleidingen in Egypte, de Sovjet-Unie en Frankrijk.
Eind januari 2011, aan het begin van de protesten in Egypte, bevond luitenant-generaal Enan zich voor gesprekken in het Pentagon in Washington D.C.. Zijn bezoek aan de Verenigde Staten werd als gevolg van de aanhoudende protesten in Egypte voortijdig afgebroken en op 28 januari keerde Enan terug naar Egypte.
Als hooggeplaatst lid van de legerleiding had hij naast veldmaarschalk Tantawi een belangrijke rol in de interim-regering van het Egypte na de val van Hosni Moebarak. De legertop kende zichzelf direct na de verkiezingen van 17 juni 2012, nog voor het bekend worden van de stemuitslag, uitgebreide bevoegdheden ten koste van de (nog toekomstige) president toe door zelf een interim-grondwet op te stellen. Hierin werd onder meer geregeld dat de president geen gezag meer zou hebben over de strijdkrachten.
De president die gekozen werd, Mohamed Morsi, maakte echter op 12 augustus 2012 via de staats-tv bekend Enan en legerleider Tantawi te hebben ontslagen. Enan werd vervangen door generaal Sedki Sobhi, Tantawi door Abdul Fatah Khalil Al-Sisi, eveneens generaal. Ook had Morsi de grondwetswijzigingen van de legertop teruggedraaid die de macht van de minister beperkten ten gunste van het leger. Deze maatregelen waren genomen "in het landsbelang", aldus Morsi.

## Onderscheidingen
- Medaille voor Verdienste (Midaliyyat al-Khidmat al-Tawilla)
- Medaille voor Trouwe dienst en Goed voorbeeld (Midalat Al-Khidmat al-Tawilat wa al-Qarafat al-Hasanat)